# Dhir
Dir o Dhir fou un estat natiu tributari protegit a la Província de la Frontera del Nord-oest. El 28 de juliol de 1969 fou abolit i incorporat al Pakistan (el títol reial fou abolit el 1972 com altres prínceps de Pakistan) i la seva superfície (5.282 km²) va formar un districte subdividit el 1996 en dos districtes: Upper Dir i Lower Dir, dins la divisió de Malakand (després les divisions foren abolides).

## Principat
La capital és Dir a la riba del rierol Dir afluent del Panjkora. El territori abastava la vall del Panjkora i els seus afluents fins a la seva unió al Bajaur o Rud, i un territori a l'est al límit amb l'alt Swat sota del país del Dush Khel a la riba dreta del riu Swat. La part superior de la vall era anomenada Panjkora Kohistan o Kohistan-i-Malizai; dins d'aquesta regió la part superior era anomenada Bashkar i la inferir Sheringal. La vall del Dir fou coneguda també com a Kashkar. A Chutiatan el Panjkora i el Diu s'uneixen i a partir d'aquí la vall formava part de Dir. En formaven part també les valls de Maidan, Jandol i Talash i el país o comarca de Dush Khel. La població incloent totes les dependències es creu que superava els cent mil habitants (1901) i la superfície s'estimava aleshores en 14000 km². La sobirania residia en el kan de Dir al que estaven sotmesos alguns petits senyors o caps de clans. La població era de majoria paixtu del grup Yusufzai; els bashkhars, no paixtus, vivien a la seva pròpia vall; també hi havia població kashkar i gujar. Els britànics van reclutar un cos local, els Dir Levies, de 390 homes.
Els kans de Dir adoptaren el juny de 1897 el títol de nawab khan bahadur.

## Llista de sobirans
| Període                          | Sobirans de Dir                      |
| -------------------------------- | ------------------------------------ |
| Dates no conegudes               | Ghulam Khan Baba                     |
| Dates no conegudes               | Zafar Khan                           |
| ?-1863                           | Qasim Khan                           |
| 1863 - 1874                      | Ghazzan Khan                         |
| 1874 - 1884                      | Rahmatullah Khan                     |
| 1884 - 1890                      | Muhammad Sharif Khan                 |
| 1890 - 1896                      | Muhammad Umara Khan                  |
| 1896 - desembre del 1904         | Muhammad Sharif Khan (segona vegada) |
| Desembre 1904 - febrer 1925      | Muhammad Aurangzeb Badshah Khan      |
| Febrer 1925 - 9 novembre 1960    | Muhammad Shahjahan Khan              |
| 9 novembre 1960 - 28 juliol 1969 | Muhammad Shah Khosru Khan            |
| 28 juliol 1969                   | Dissolució                           |